# Diego da Silva Rosa
Diego da Silva Rosa (nacido el 22 de marzo de 1989) es un futbolista brasileño que se desempeña como delantero.
Jugó para clubes como el Juventude, Vasco da Gama, Ponte Preta, ABC, CRB, Montedio Yamagata, Bahia y Atlético Goianiense.

## Trayectoria

### Clubes
| Club                | País   | Año         |
| ------------------- | ------ | ----------- |
| Juventude           | Brasil | 2009 - 2010 |
| Vasco da Gama       | Brasil | 2010 - 2012 |
| Ponte Preta         | Brasil | 2013        |
| ASA                 | Brasil | 2013        |
| ABC                 | Brasil | 2014        |
| Paulista            | Brasil | 2014        |
| CRB                 | Brasil | 2014        |
| Penapolense         | Brasil | 2015        |
| Luverdense          | Brasil | 2015        |
| Montedio Yamagata   | Japón  | 2016        |
| Bahia               | Brasil | 2017        |
| Atlético Goianiense | Brasil | 2017        |
| São Caetano         | Brasil | 2018        |
| CRB                 | Brasil | 2018        |
| Paysandu            | Brasil | 2019        |
| Vila Nova           | Brasil | 2019        |
| Aparecidense        | Brasil | 2020        |
| Portuguesa-SP       | Brasil | 2020        |
| Botafogo-PB         | Brasil | 2020        |